# 고양이를 빌려드립니다
《고양이를 빌려드립니다》(レンタネコ, Rent-a-Cat)는 일본에서 제작된 오기가미 나오코 감독의 2012년 드라마, 코미디 영화이다. 이치카와 미카코 등이 주연으로 출연하였다. 2012년 스톡홀름 국제영화제에서 초연되었고 제17회 부산 국제영화제에서 상영되었다.

## 출연

### 주연
- 이치카와 미카코
- 쿠사무라 레이코
- 미츠이시 켄

### 조연
- 다나카 케이
- 야마다 마호
- 코바야시 카츠야